# 드라이버 (비디오 게임)
드라이버(Driver, 북미 출시명: Driver: You Are the Wheelman)는 액션 드라이빙 비디오 게임이자 드라이버 시리즈의 첫 번째 작품이다. 리플렉션스 인터랙티브에서 개발하고 GT 인터랙티브에서 퍼블리싱한 이 게임은 1999년 6월 25일 플레이스테이션용으로 출시되었다. 영화의 자동차 추격전에서 영감을 받은 이 게임에서는 플레이어가 마이애미, 샌프란시스코, 로스앤젤레스, 뉴욕의 4개 실제 도시를 운전하는 모습을 볼 수 있다. 다양한 차량을 사용하여 범죄 조직에 잠입하여 작전을 조사하는 잠복 경찰관 존 태너(John Tanner)의 작업에 초점을 맞춘 음모로 미국 대통령을 암살하려는 상사의 음모를 발견한다.
이 게임은 출시와 동시에 상업적인 성공을 거두었으며 비평가들로부터 호평을 받았다. 추가 버전이 나중에 만들어지고 출시되었다. 마이크로소프트 윈도우 및 맥용 포트 2개가 각각 1999년 10월 1일과 2000년 12월에 출시되었다. 크로피시 인터랙티브(Crawfish Interactive)를 개발하고 인포그램즈에서 출판한 게임보이 컬러의 휴대용 리메이크와 게임로프트에서 개발하고 출판한 iOS 및 팜 프리(Palm Pre)용 리메이크가 각각 2000년 5월과 2009년 12월 8일에 출시되었다. 이 게임은 2008년 10월 14일 플레이스테이션 네트워크에서 다시 출시되었다. 이 게임의 성공으로 인해 2000년 11월의 드라이버 2와 2004년 6월의 드라이버 3을 포함한 추가 속편이 탄생했다.